# Cimetière militaire britannique Domino d'Epehy
Le Cimetière militaire britannique Domino d'Épehy (Domino British Cemetery Epehy) est l'un des trois cimetières militaires de la Première Guerre mondiale situés sur le territoire de la commune d'Épehy (Somme). Les deux autres sont Épehy Wood Farm Cemetery et Pigeon Ravine Cemetery.

## Localisation
Ce cimetière, difficile d'accès, est situé au milieu des cultures, à proximité de la ferme La Vaucellette, à 3,5 km à vol d'oiseau du village, mais en réalité à 6,5 km en suivant d'abord la D89 vers Villers-Guislain sur 4 km, puis un chemin agricole et enfin un petit sentier.

## Historique

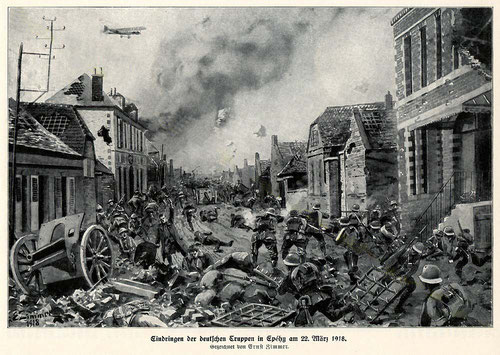
Gravure allemande : combats dans la Grande Rue d'Épehy.

Épehy fut occupé par les Allemands dès le début de la guerre le 28 août 1914. Situé à l'avant de la ligne Hindenburg, le village fut complètement rasé lors du repli des troupes allemandes. Le village d'Épehy a été capturé au début d'avril 1917, perdu le 22 mars 1918 et repris lors la bataille d'Épehy le 18 septembre suivant par la 12e Division.

## Caractéristique
En septembre 2018, le cimetière est en complète réfection. Il comporte 50 tombes de soldats britanniques.

## Galerie

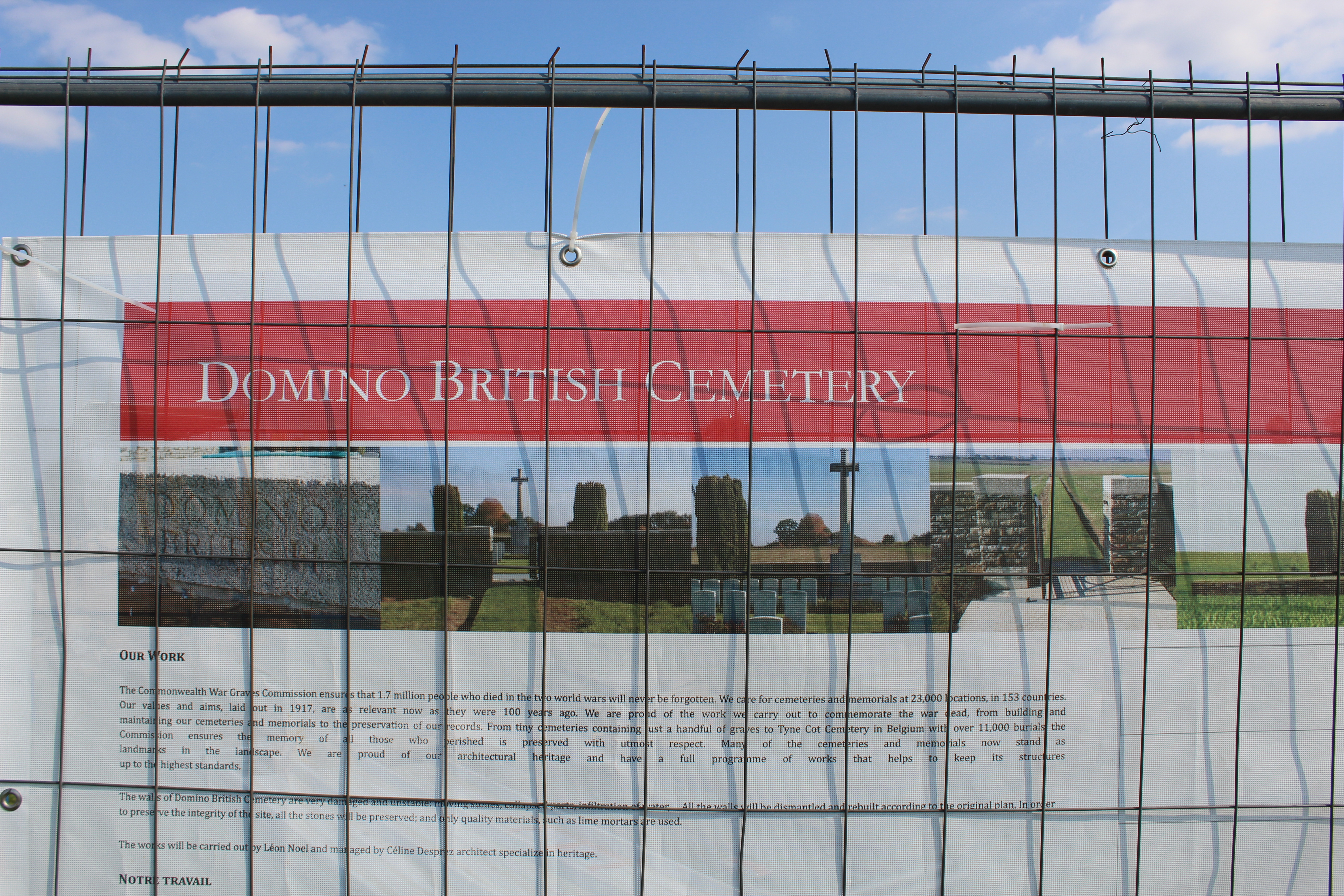
Panneau informant les visiteurs des travaux de réfection initiés par la CWGC.
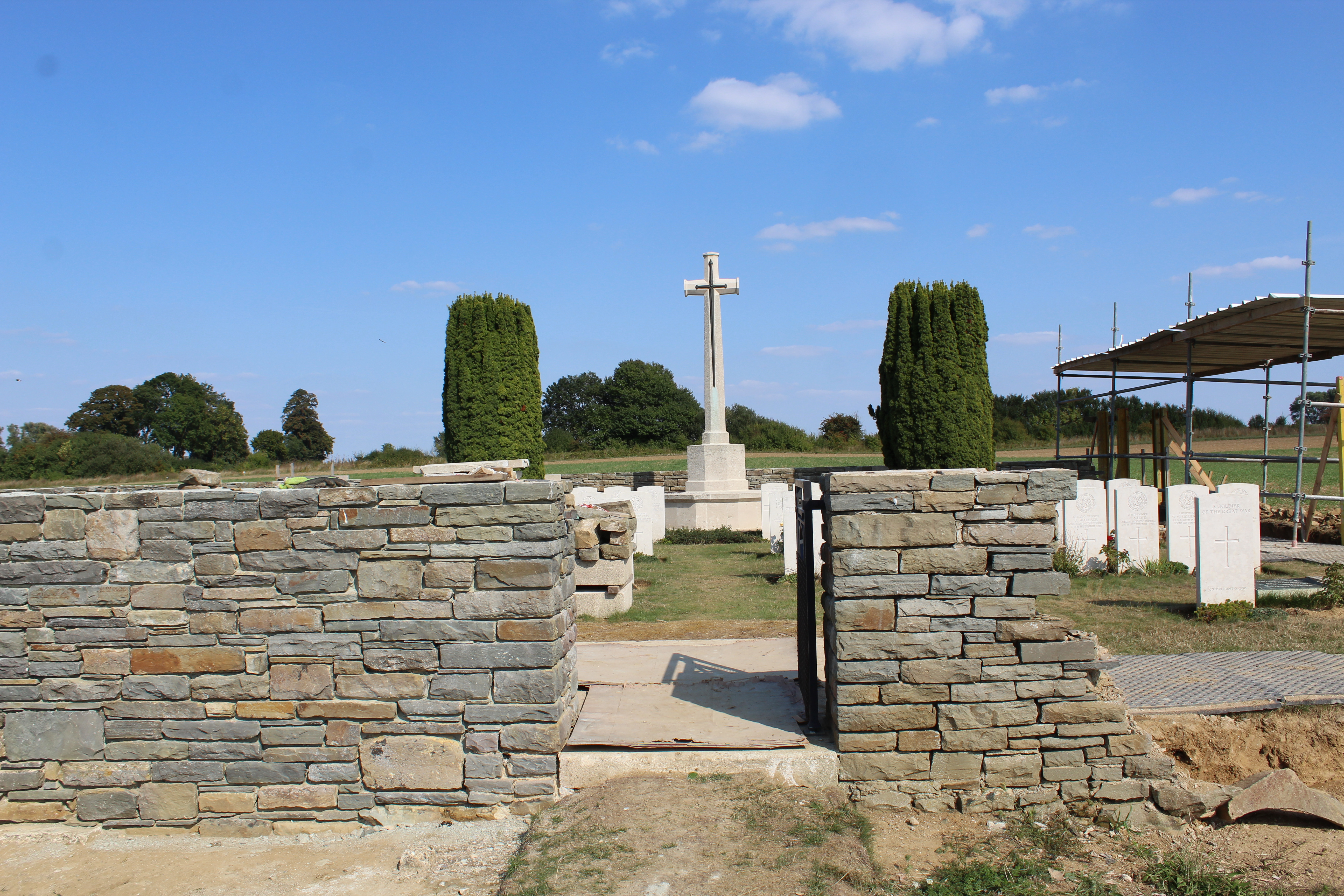
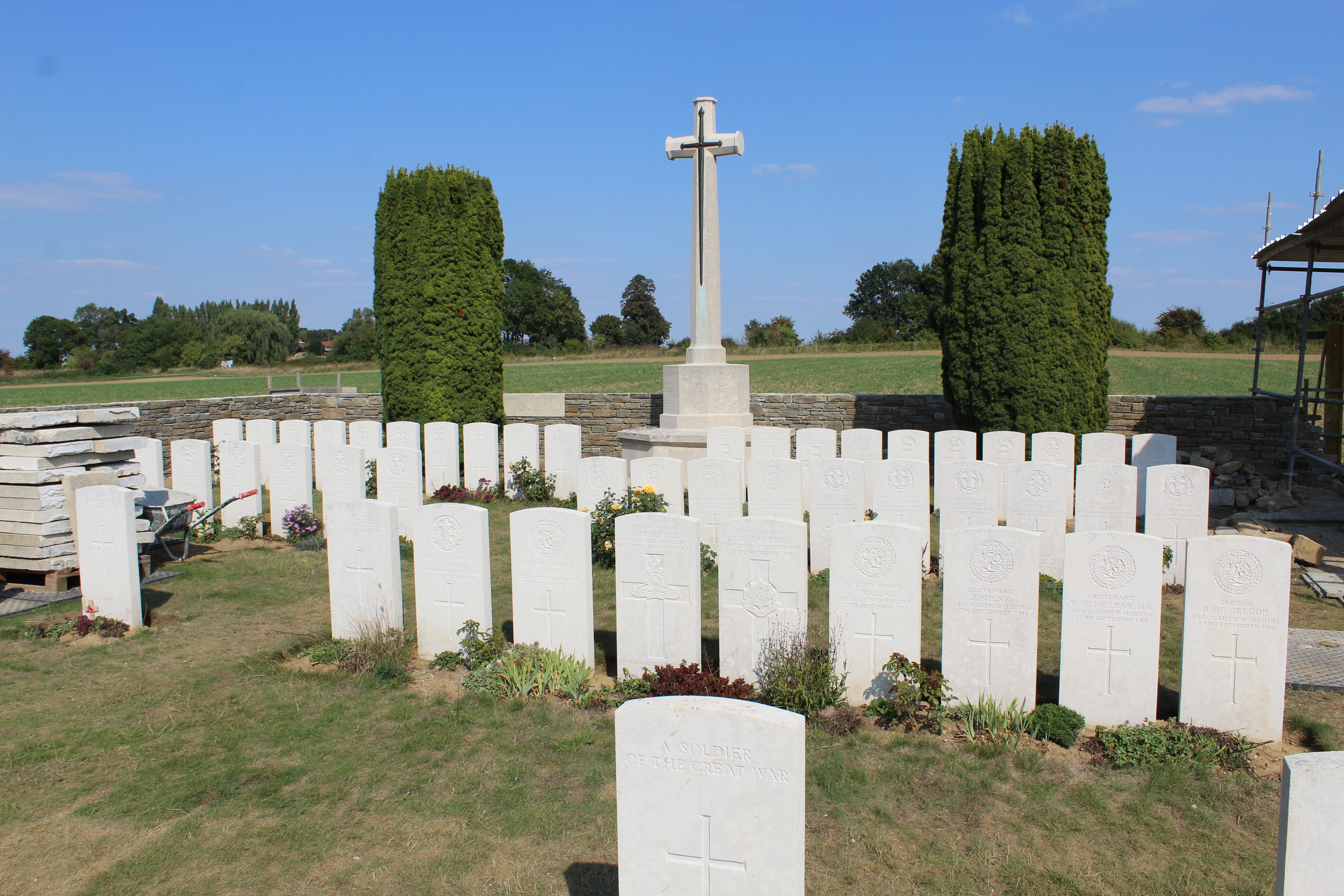

## Sépultures
| Pays        | Sépultures |
| ----------- | ---------- |
| Royaume-Uni | 50         |